# EPrix de Montréal
Le ePrix de Montréal est l'épreuve canadienne comptant pour le championnat du monde de Formule E. Elle n'a eu lieu qu'une seule fois, les 29 et 30 juillet 2017 à Montréal.

## Historique
En septembre 2014, Denis Coderre, à l'époque maire de Montréal, entame des discussions préalables avec Jean Todt, président de l'organe directeur du sport automobile, la Fédération internationale de l'automobile (FIA), concernant la tenue d'une course automobile dans la ville québécoise. Bien qu'il ait été question que le circuit Gilles Villeneuve accueille la course, Denis Coderre envisageait davantage un circuit en centre-ville. Après s'être rendu à Miami pour rencontrer le directeur exécutif de la Formula E en mars 2015, Corderre déclare deux mois plus tard que des "accords informels" ont été conclus avec les promoteurs de la série E (moteurs électriques), permettant la tenue de la course dans les rues de Montréal. La planification de l'événement commence en janvier 2016 et un contrat de six ans est signé avec une option de renouvellement possible,. 
Le ePrix de Montréal, épreuve canadienne comptant pour le championnat du monde de Formule E, n'est ensuite organisé qu'une seule fois, les 29 et 30 juillet 2017 à Montréal. Valérie Plante, nouvelle maire de Montréal, a ensuite opté pour un abandon de cette organisation d'une épreuve, à la suite du « fiasco financier » de l’édition  et au désaccord avec Formula One Group, qui organise la course,  sur la façon de construire un modèle économique plus équilibré. Un accord à l'amiable a ensuite été trouvé sur cette rupture de contrat.

## Le circuit
Le circuit urbain de Montréal, composé de quatorze virages, est long de 2,745 km. Il se situe à l'est du centre-ville, près de la Maison de Radio-Canada et du pont Jacques-Cartier, entre les rues Berri et Papineau. La ligne de départ/arrivée est sur le boulevard René-Lévesque allant vers l'est.

## Palmarès
| Année | Vainqueur        | Écurie                        | Circuit                    | Résultats | Date            |
| ----- | ---------------- | ----------------------------- | -------------------------- | --------- | --------------- |
| 2017  | Lucas di Grassi  | Audi Sport ABT Formula E Team | Circuit urbain de Montréal | Résumé    | 29 juillet 2017 |
| 2017  | Jean-Éric Vergne | Techeetah                     | Circuit urbain de Montréal | Résumé    | 30 juillet 2017 |